# Newbern (Alabama)
Newbern város az USA Alabama államában, Hale megyében. Lakosainak száma 133 fő (2020. április 1.).

## Népesség
A település népességének változása:
| Lakosok száma | 454  | 231  | 186  | 133  |
|               | 1880 | 2000 | 2010 | 2020 |